# Haigneville
Haigneville é uma comuna francesa na região administrativa de Grande Leste, no departamento de Meurthe-et-Moselle. Estende-se por uma área de 2,85 km². Em 2010 a comuna tinha 60 habitantes (densidade: 21,1 hab./km²).